# John Landen
John Landen (Peakirk, 23 gennaio 1719 – 15 gennaio 1790) è stato un matematico inglese.
Fu amministratore delle terre di William Fitzwilliam, dal 1762 al 1788; studiando matematica nel tempo libero, pubblicò Mathematical Lucubrations nel 1755 e contribuì alla Royal Society a partire dal 1754. Il suo lavoro fu ripreso da Lagrange.
Fu eletto fellow of the Royal Society il 16 gennaio 1766 ed era membro della Spalding Society.

## Opere

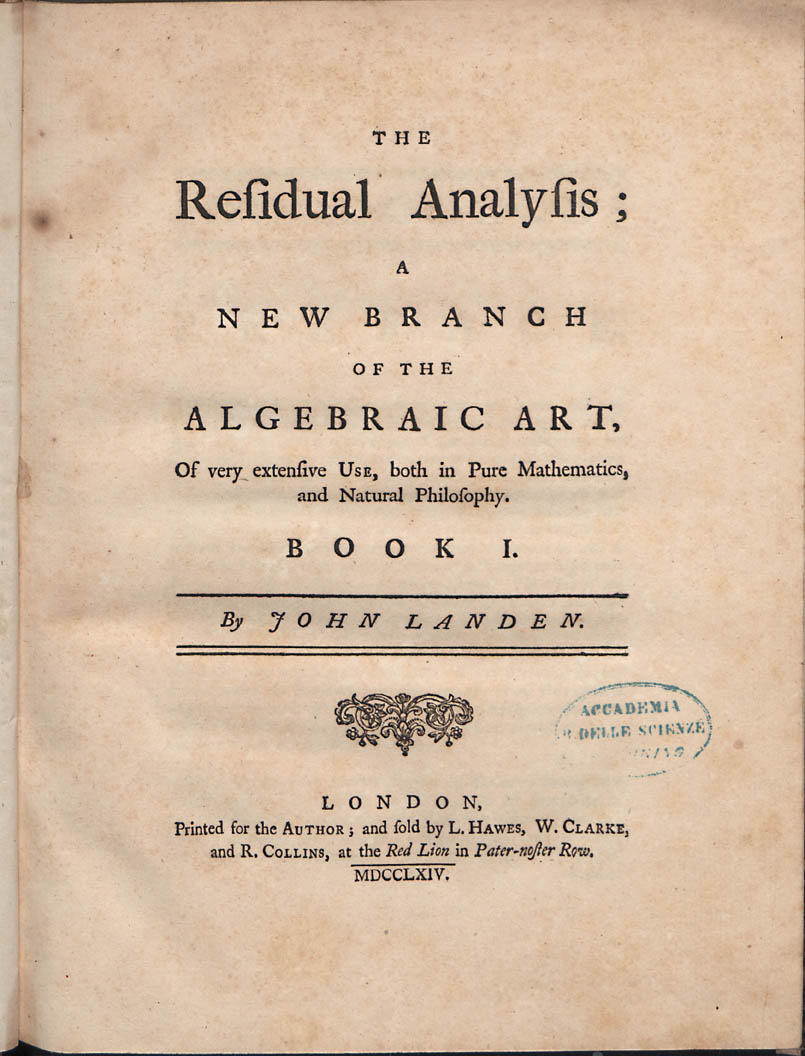
The residual analysis, 1764

- (EN) John Landen, Residual analysis, Lacey Hawes, William Clarke, Robert Collins, John Landen, 1764.